# 江智淵
江 智淵（こう ちえん、418年 - 463年）は、南朝宋の文人・官僚。『南史』では唐の高祖の諱を避けて名を智深と書かれた。本貫は済陽郡考城県。

## 経歴
江僧安（江夷の弟）の子として生まれた。はじめ著作郎となり、江夏王劉義恭の下で太尉行参軍をつとめた。太子太傅主簿に転じ、隨王劉誕の下で後軍参軍をつとめた。襄陽において劉誕を補佐し、劉誕の厚遇を受けた。諮議参軍の謝荘や府主簿の沈懐文と交友した。いっぽう伯父の江夷とその子の江湛とは険悪な関係にあった。
元嘉末年、尚書庫部郎に任じられた。しかしこのころ尚書郎の任は門閥貴族のほぼ独占するところであり、門閥の後ろ盾のない智淵は受諾を固辞した。竟陵王劉誕の下で驃騎参軍となり、主簿に転じた。孝建2年（455年）、劉誕が司空となると、智淵は司空主簿・記室参軍に転じた。南濮陽郡太守を兼ね、従事中郎に転じた。大明初年、劉誕が反乱を計画しはじめると、智淵は先んじて劉誕のもとを去った。大明3年（459年）、果たして劉誕が反乱を起こすと、智淵は孝武帝のもとで中書侍郎に任じられた。驍騎将軍の号を受け、尚書吏部郎となった。
智淵は文雅を愛好して、詞才にすぐれたため、孝武帝に気に入られた。孝武帝が宴会に群臣を招くたびに、智淵が群臣の筆頭とされた。孝武帝には宴会で群臣を辱めて喜ぶ趣味があった。ある日、孝武帝が王僧朗に命じてその子の王景文を辱めさせると、智淵は顔色を正して諫めたが、孝武帝は智淵の父の江僧安を「癡人」と呼んで辱める始末であった。この事件を契機に智淵は孝武帝から遠ざけられるようになった。
大明5年（461年）、新安王劉子鸞の下で北中郎長史・南東海郡太守に任じられ、寧朔将軍の号を加えられ、南徐州の事務を代行した。大明6年（462年）、孝武帝の寵姫の殷氏が死去したとき、智淵は諡の議論に加わって「懐」の諡号を勧めた。孝武帝はその号が気に入らず、根に持った。後に孝武帝が南山に幸して、馬に乗って殷氏の墓を詣でると、帝は馬の鞭で墓石の柱を指して「この上に懐の字があるのは我慢ならない」と智淵にいった。智淵はこのため恐れおののいた。大明7年（463年）、死去した。享年は46。
子に江季筠があり、太子洗馬となったが、早逝した。智淵の孫娘に後廃帝の皇后江簡珪があった。

## 伝記資料
- 『宋書』巻59 列伝第19
- 『南史』巻36 列伝第26